# Viktor Đukanović
Viktor Đukanović, född 29 januari 2004, är en montenegrinsk fotbollsspelare som spelar för slovakiska DAC Dunajská Streda, på lån från Hammarby IF och Montenegros fotbollslandslag.

## Klubbkarriär

### Budućnost
Đukanović började sin ungdomskarriär i Sutjeska Nikšić innan han flyttade till Budućnost 2019. Den 29 november 2020 gjorde han mål i sin seniordebut för klubben, bara 15 år gammal, när han kom in som avbytare i en 4–2-seger mot Rudar Pljevlja. Under sin debutsäsong hjälpte han Budućnost att vinna den montenegrinska ligan 2020–2021 och Montenegrin Cup 2021. Han spelade 23 tävlingsmatcher och gjorde tre mål. 
Säsongen 2021–22 etablerade Đukanović sig som en ordinarie startspelare. Han startade 21 matcher och spelade 31 ligamatcher totalt och gjorde nio ligamål. Han gjorde också sin europeiska debut i UEFA Champions League-kvalomgångarna 2021–22 mot HJK Helsingfors, även om Budućnost förlorade 1–7 sammanlagt. Totalt gjorde Đukanović 13 mål på 38 framträdanden, vilket bidrog till klubbens andraplats i slutet av säsongen 2021–22 och vinsten i Montenegrin Cup 2022.
2022–23, hans sista säsong innan han lämnade klubben, gjorde Đukanović två mål mot Llapi i kvalfasen för konferensligan 2022–23, varefter Budućnost eliminerades av Breiðablik. Den 26 december 2022 vann Đukanović utmärkelsen Årets mest lovande spelare i Montenegrin First League. Han slutade också trea för utmärkelsen Årets spelare, bakom Novica Eraković från Sutjeska och Draško Božović från Dečić.

### Hammarby
Den 6 januari 2023 skrev Đukanović på ett femårskontrakt med den svenska klubben Hammarby IF. Övergångssumman var enligt uppgift satt till cirka 1 miljon euro, inklusive potentiella bonusar. Đukanović gjorde sin debut i vinstmatchen mot IK Brage i Svenska Cupen den 19 februari 2023.

## Internationell karriär
Đukanović har spelat för Montenegros U17, U19, U21 och seniorlandslag. Han gjorde sin debut för U17-laget i en 1–2-förlust mot Bosnien &amp; Hercegovina. Han spelade nio matcher och gjorde fyra mål för U17-laget. Som U19-spelare gjorde han tre framträdanden. Han gjorde därefter två mål på två framträdanden för U21-laget. 
Den 14 juni 2022 gjorde Đukanović sitt första seniorlandslagsframträdande som en sen avbytare i en Uefa Nations League-seger med 3–0 mot Rumänien.

## Karriärstatistik

### Klubb
| Klubb          | Säsong         | Division                    | Liga  | Liga | Nationella cupen | Nationella cupen | Ligacupen | Ligacupen | Kontinental | Kontinental | Total | Total |
| Klubb          | Säsong         | Division                    | Appar | Mål  | Appar            | Mål              | Appar     | Mål       | Appar       | Mål         | Appar | Mål   |
| -------------- | -------------- | --------------------------- | ----- | ---- | ---------------- | ---------------- | --------- | --------- | ----------- | ----------- | ----- | ----- |
| Budućnost      | 2020–21        | Montenegrinska första ligan | 20    | 2    | 3                | 1                | 0         | 0         | 0           | 0           | 23    | 3     |
| Budućnost      | 2021–22        | Montenegrinska första ligan | 31    | 9    | 4                | 4                | 0         | 0         | 3           | 0           | 38    | 13    |
| Budućnost      | 2022–23        | Montenegrinska första ligan | 17    | 1    | 0                | 0                | 0         | 0         | 4           | 2           | 21    | 3     |
| Budućnost      | Total          | Total                       | 68    | 12   | 7                | 5                | 0         | 0         | 7           | 2           | 82    | 19    |
| Hammarby IF    | 2023           | Allsvenskan                 | 17    | 8    | 2                | 1                | 0         | 0         | 0           | 0           | 2     | 1     |
| Karriär totalt | Karriär totalt | Karriär totalt              | 68    | 12   | 9                | 6                | 0         | 0         | 7           | 2           | 84    | 20    |

### Landslag
| Landslag   | År    | Matcher | Mål |
| ---------- | ----- | ------- | --- |
| Montenegro | 2022  | 1       | 0   |
| Total      | Total | 1       | 0   |